# باتريك بيسون
باتريك بيسون (بالفرنسية: Patrick Besson)‏ ولد بباريس في فرنسا في 1 يونيو 1956، وهو كاتب وصحفي فرنسي. حصل على جائزة رينودو الأدبية عام 1995.